# Andrés Zauschkevich Kuscheleff
Andrés Zauschkevich Kuscheleff (Andreapol, Imperio Ruso, 21 de julio de 1918 – Santiago de Chile, 19 de enero de 2003) fue un empresario minero y figura pública chilena.

## Primeros años y vida personal
Andrés Mijáilovich Zauschkevich Kuscheleff (en ruso: Андрей Михайлович Заушкевич Кушелев) nació en el seno de una familia noble del Imperio Ruso, en la hacienda familiar de Andreapol, óblast de Tver, en julio de 1918, del matrimonio del joven oficial de ejército Mijail Zauschkevich Orlov y de Lyudmila Kuscheleff Yunieyev, familias cuya antigüedad data de la época de Iván III de Rusia.
Luego de una trágica persecución familiar acontecida durante la Revolución Rusa, su madre Lyudmila y su abuela, Nadezhda, junto con Andrés, siendo un niño, lograrían salir de Rusia en 1925 y llegar a Valparaíso, Chile, donde finalmente se radicarían.
Estudió en el Liceo Eduardo de la Barra, en Valparaíso, donde se graduó en 1935, para posteriormente estudiar Ingeniería Civil en Minas en la Universidad de Chile, egresando en 1942.
Casó con Carmen Domeyko Bulnes (bisnieta del científico Ignacio Domeyko), con quien tuvo 4 hijos: Andrés, Kira, Miguel y Ana María.

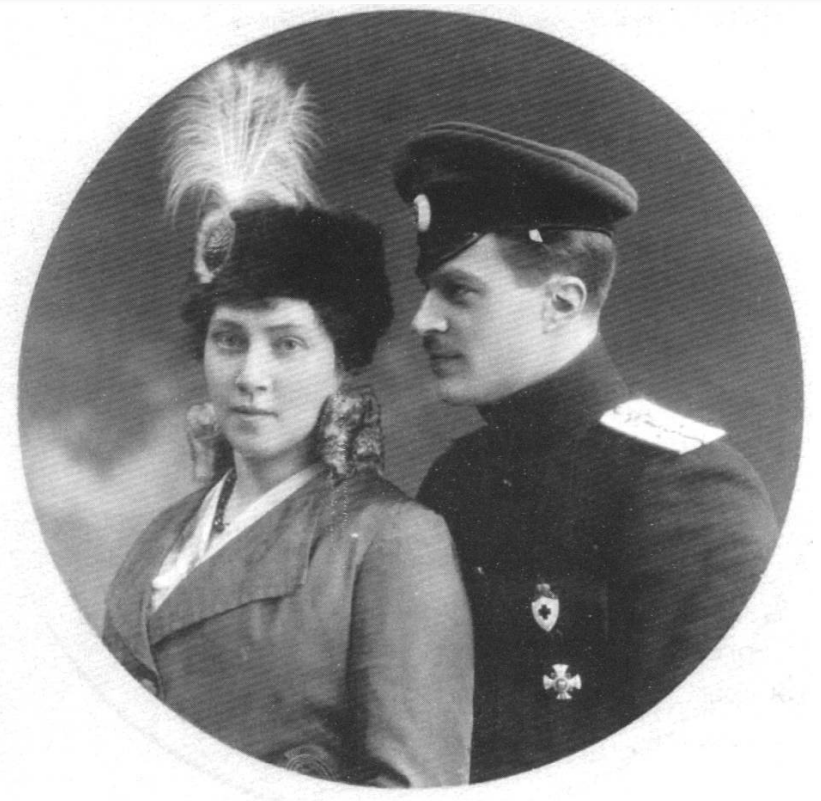
Foto de Mijail Zauschkevich y Lyudmila Kuscheleff, 1917.

Falleció en Santiago el 19 de enero de 2003.

## Carrera pública y empresarial
Especializándose en minería, trabajó en distintas faenas mineras en variados cargos, tales como en las minas de Alhué, Sierra Overa, Agencia de Compra de Minerales Domeyko y otros, para luego trabajar en la construcción de la fundición Paipote, inaugurada en 1952, la primera fundición de cobre chilena, la cual administró por 9 años. A continuación, participó en la construcción de la fundición de cobre Ventanas, que fue inaugurada en 1964. Luego, trabajó en la Empresa Nacional de Minería y en la Corporación del Cobre hasta 1976 y dirigió la puesta en marcha y operación de muchas minas y plantas de flotación y lixiviación de cobre en el norte, centro y sur de Chile.
En paralelo, inició su carrera empresarial y de inversionista al desarrollar, con otros socios, la conocida mina de hierro Cerro Imán, cuya explotación operaría entre 1954 y 1972, hasta que fue expropiada por el gobierno de la Unidad Popular.
El año 1970 se convirtió en el primer gerente chileno de la faena minera El Salvador, tras el proceso de chilenización del cobre; el año 1971 fue Gerente de Operaciones de la mina Chuquicamata, en la época la mina a cielo abierto más grande del mundo. Entre 1973 y 1976 asumió la Vicepresidencia Ejecutiva de Codelco, terminando de esta manera su carrera pública en empresas del Estado.
Posteriormente, se retiraría de la vida pública y se volcaría a la actividad privada, donde destacó el desarrollo, en conjunto con la Sociedad Minera Las Cenizas, de la mina de oro y plata "Florida", en la comuna de Alhué, región Metropolitana de Santiago, operación que terminó siendo finalmente adquirida por la minera global Yamana Gold.
Entre 1982 y 1984 dirigió la construcción y puesta en marcha de la faena minera de plomo y zinc “Minera Toqui”, en la región de Aysén, la cual durante muchos años fue la productora más importante de dichos metales en Chile.
En otros aspectos, fue presidente del Instituto de Ingenieros de Minas.

## Reconocimientos
- Premio Icare al empresario del año, 1974.
- Premio Nacional Colegio de Ingenieros de Chile, 2000.[7]